# کسلفورد (آیداهو)
کسلفورد(به انگلیسی: Castleford) شهری در شهرستان تویینفالز ایالت آیداهو است که جمعیت آن در سرشماری سال ۲۰۱۰ میلادی ۲۲۶ نفر بوده است.

## موقعیت جغرافیایی
موقعیت جغرافیایی شهرها و مناطق اطراف به شرح زیر است: